# St. Annen (Seelitz)

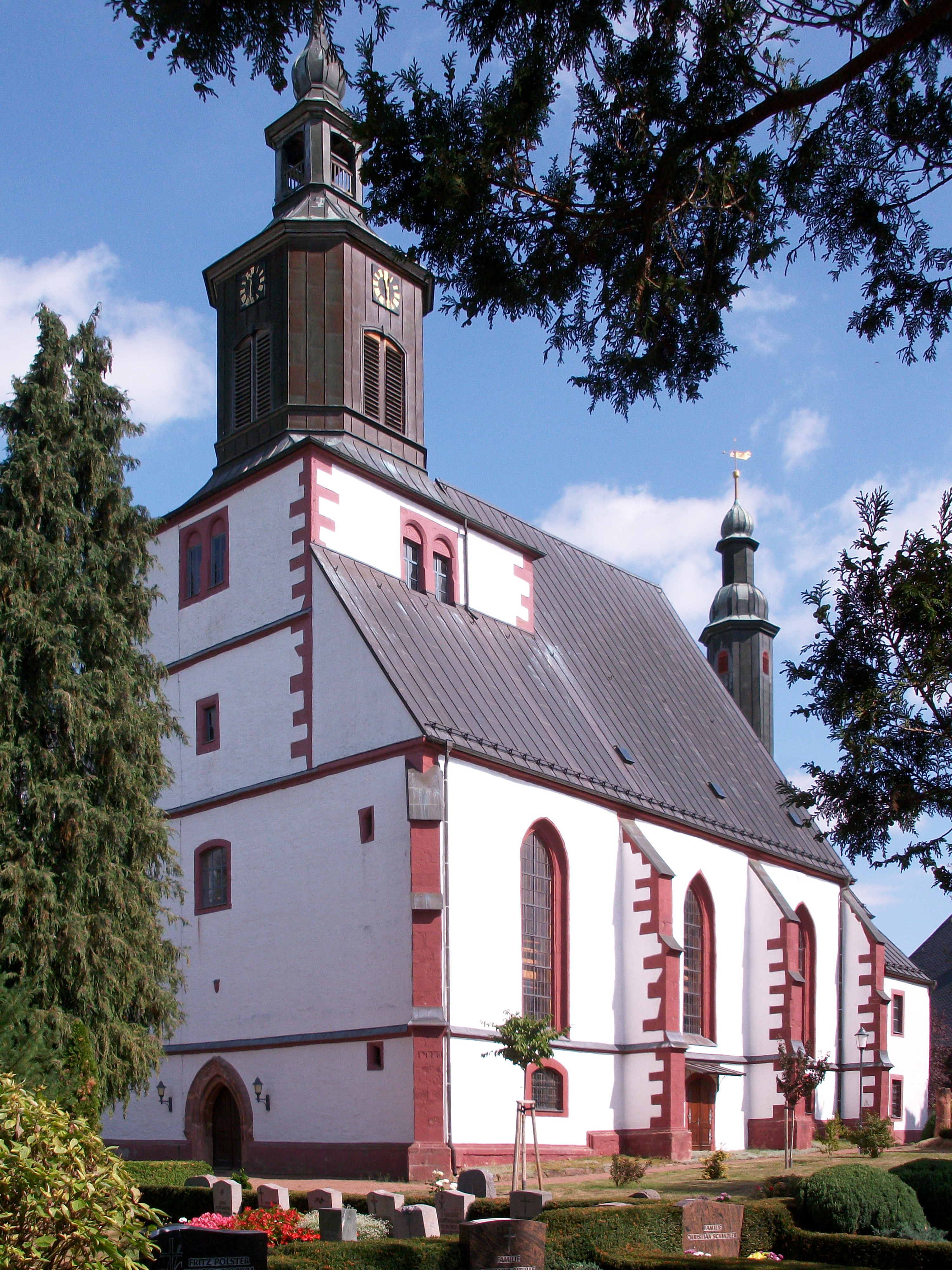
Annenkirche Seelitz (2019)

Die evangelische Kirche St. Annen ist eine im Mauerwerk spätgotische, in der hölzernen Einteilung barocke Emporenhalle in Seelitz im Landkreis Mittelsachsen in Sachsen. Sie gehört zur Kirchengemeinde Seelitzer Land im Kirchenbezirk Leisnig-Oschatz der Evangelisch-Lutherischen Landeskirche Sachsens. Sie steht unter Denkmalschutz und kann in der Regel nicht besichtigt werden.

## Lage
Die Kirche St. Annen befindet sich am Westrand von Seelitz und hat die Adresse Kolkauer Straße 10. Sie steht auf leicht erhöhtem Gelände und ist – auch wegen ihrer Größe – schon von Weitem sichtbar. Sie wird vom 0,9 Hektar großen Friedhof umgeben. Sie ist nicht streng geostet, ihre Achse weicht um etwa 17 Grad nach Norden ab.

## Geschichte

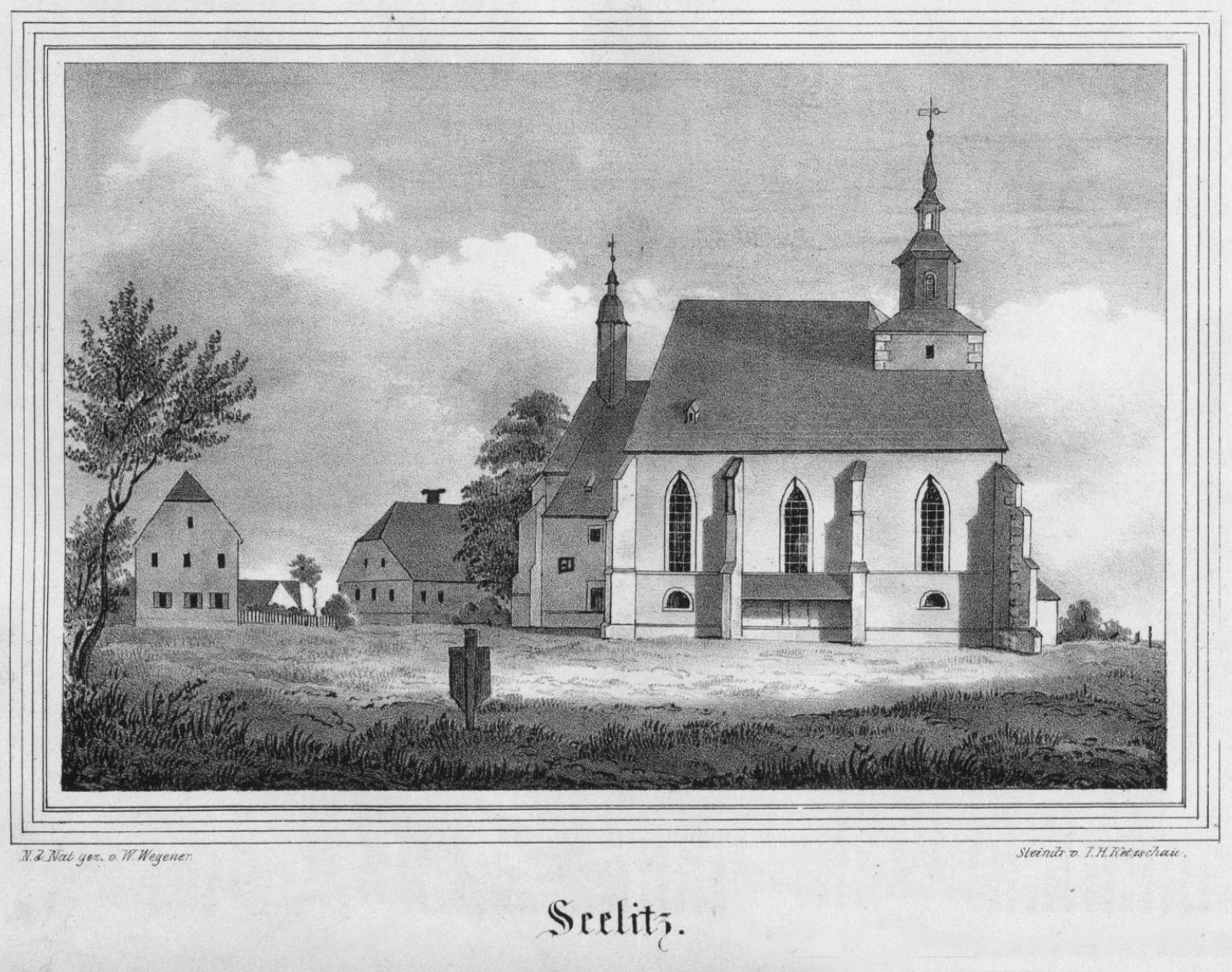
Die Kirche um 1840

Die Geschichte der Seelitzer Kirche soll gemäß der Meißnischen Chronika bis ins Jahr 720 zurückreichen. Um 1000 entstand die Pfarrei Seelitz, die dem Bistum Meißen zugewiesen wurde. Die Kirche entwickelte sich zu einer viel besuchten Wallfahrtskirche. Nach der Zerstörung durch die Hussiten um 1430 und einer Überbrückungszeit mit einer Behelfskirche wurde in der ersten Hälfte des 16. Jahrhunderts der romanische Vorgängerbau durch die heutige gotische Kirche ersetzt (Jahreszahlen 1516 am südwestlichen Strebepfeiler und 1529 am Turmfundament). Begonnen wurde aber mit der Errichtung des Chores. Als Architekt wird der Rochlitzer Steinmetzmeister und Ratsherr Wolf Mathesius angenommen, der Vater des Pfarrers Johannes Mathesius.
Unter der Leitung von Johann Michael Mäßig aus Wiederau wurde in den Jahren 1767–1772 eine Umgestaltung des Inneren vorgenommen und ein barocker Abschluss des Turms sowie ein Dachreiter auf dem Chor hinzugefügt. 1770–1773 wurde die innere Ausstattung der Kirche mit Altar, Kanzel und Taufbecken durch den Peniger Bildhauer Johann Gottfried Stecher (1718–1776) erneuert.
Im Jahr 1954 wurden einige Patronatslogen entfernt. Restaurierungen erfolgten in den Jahren 1957–1961 an Turm und Decke und 1976, wobei im Chor die Bemalung von 1713 freigelegt wurde, sowie 1980.

## Architektur
Das Bauwerk ist ein verputzter Bruchsteinbau mit Porphyrgliederungen und Strebepfeilern. Der Grundriss deutet auf eine unvollständig ausgeführte Gewölbehalle von dreimal drei Johen, deren westliches Pfeilerpaar besonders kräftig geraten ist, wohingegen das östliche fehlt. Östlich schließt sich um drei Treppenstufen höher gelegener Chor mit einem Fünfachtelschluss an. Er ist gegen die Saalachse nach Süden versetzt und besitzt ein Netzgewölbe mit marmorierten Rippen. Das Chordach ziert ein schlanker Dachreiter. Kleine Anbauten sind im Winkel zwischen Chor und Saal eingefügt.

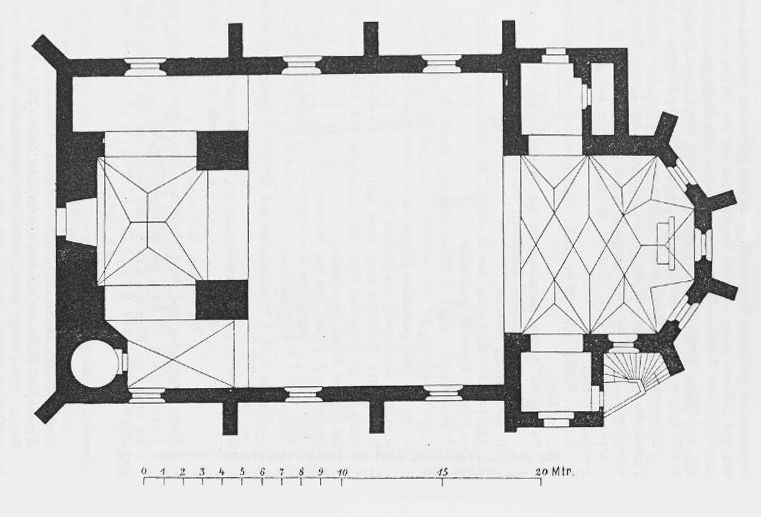
Grundriss (um 1890) ohne Holz
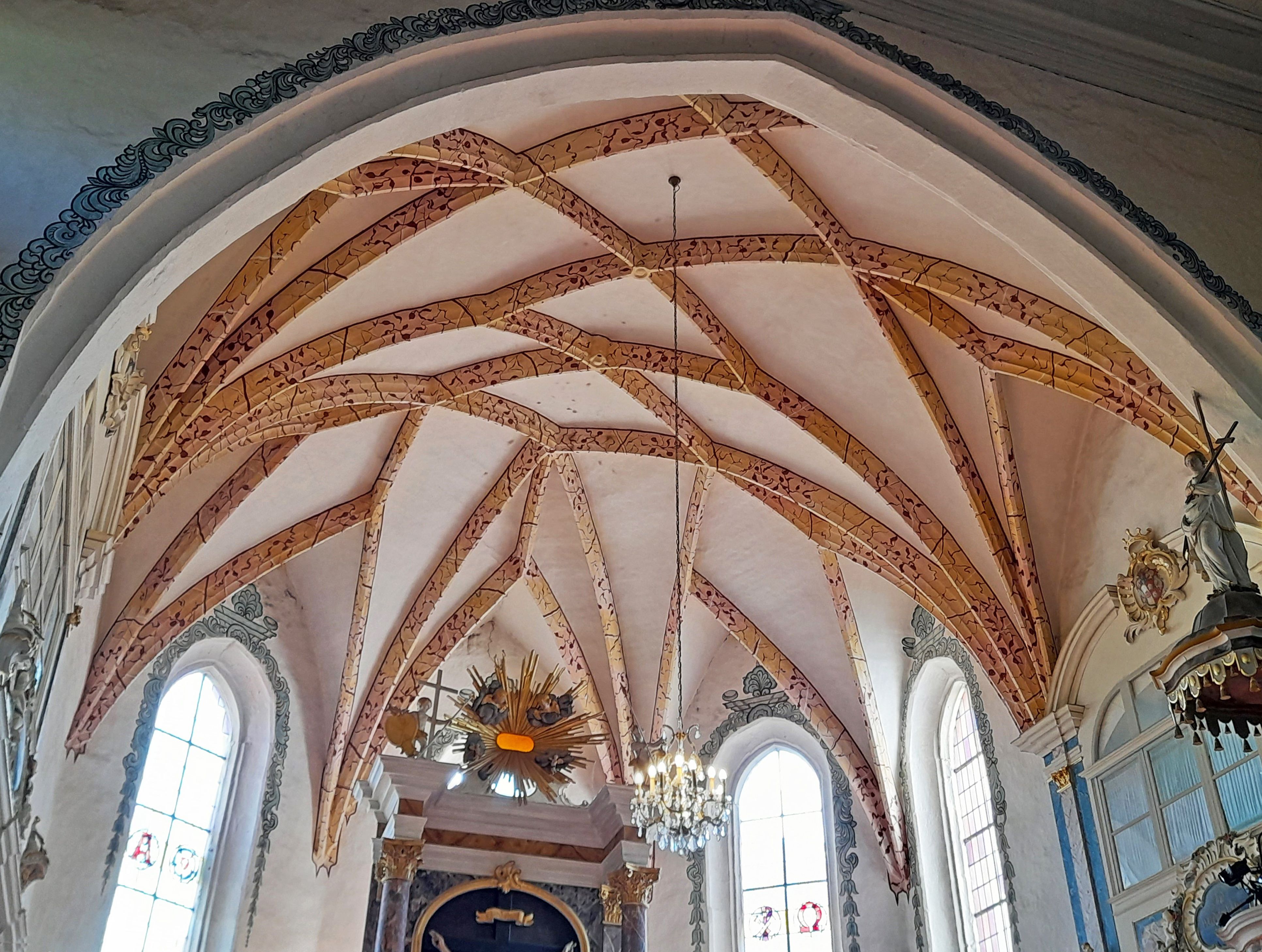
Netzgewölbe im Chor (2017)
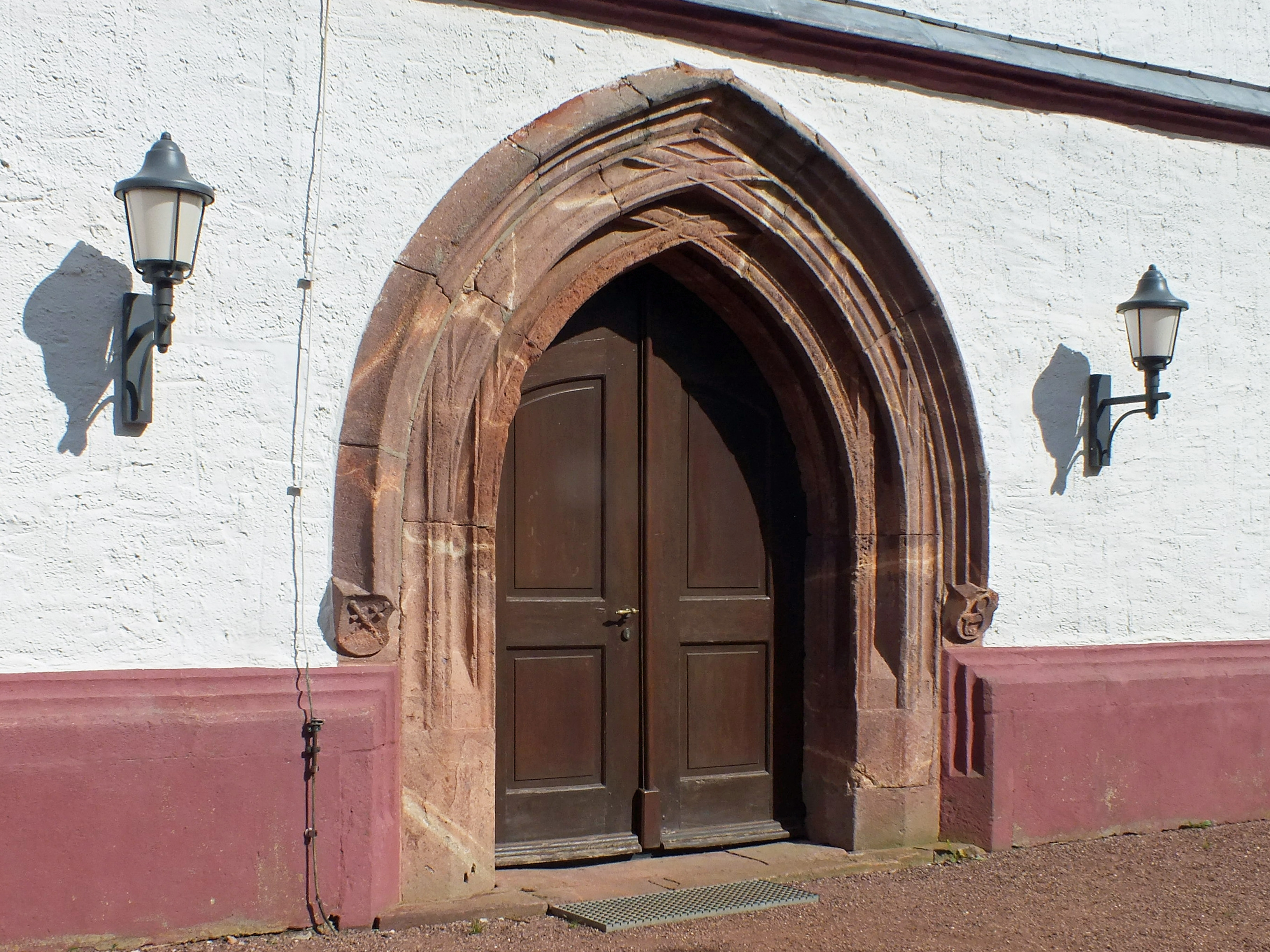
Gotische Westpforte

Der ins Gebäude eingestellte Westturm ist im Kern möglicherweise romanisch und schließt nach einem oktogonalen Aufsatz mit Laterne und Zwiebelhaube. An der Westseite befindet sich ein großes gotisches Spitzbogenportal mit verschränktem Stabwerk. Am Rippenansatz sind zwei Wappen angebracht.
Der Turm steht ist mit seiner Westseite in den Westgiebel des Langhauses eingebunden und steht an seinen östlichen Ecken auf zwei mächtigen Pfeilern. Das so gebildete Turmjoch von der Höhe des Kirchenschiffs hat ein Sterngewölbe, es ist optisch vom übrigen Schiff abgeschirmt, da sein östlicher Spitzbogen weitgehend von der Orgel ausgefüllt wird. Die Sicht aus dem Mittelschiff in die seitlichen Joche neben dem Turm ist durch die Emporen behindert, die im Westen zur Orgel hin umbiegen. Auf diese Weise erscheint das Kirchenschiff querrechteckig, obwohl es von den Mauern her länger als breit ist.
Die Breite der hölzernen Seitenschiffe mit drei Emporen-Geschossen orientiert sich zu beiden Seiten an dem südlichen, also geringeren Einzug des Chors. Die Orgelempore ist bogenförmig ins Mittelschiff vorgeschoben.
Ein hoher Spitzbogen mit schmalem gemaltem Rankenfries, der sich ebenso über den Chorfenstern findet, verbindet das Mittelschiff mit dem Chor. In den Anbauten an der Nord- und Südseite des Chores sind zweigeschossige Einbauten für die Familien von Kolkau und Döhlen sowie für die Sakristei eingefügt. Der Prospekt der Anbauten ist mit Pilastergliederung und großen geschnitzten Rocaillekartuschen versehen.
Der Kirchraum wird von einer überwiegend in Weiß und Blau sowie marmoriert gefassten Ausstattung geprägt. An der flachen Decke (über welcher noch die ebenfalls marmoriert gefasste Holzbalkendecke erhalten ist) sind geschnitzte Rocailleverzierungen aufgelegt.

## Ausstattung

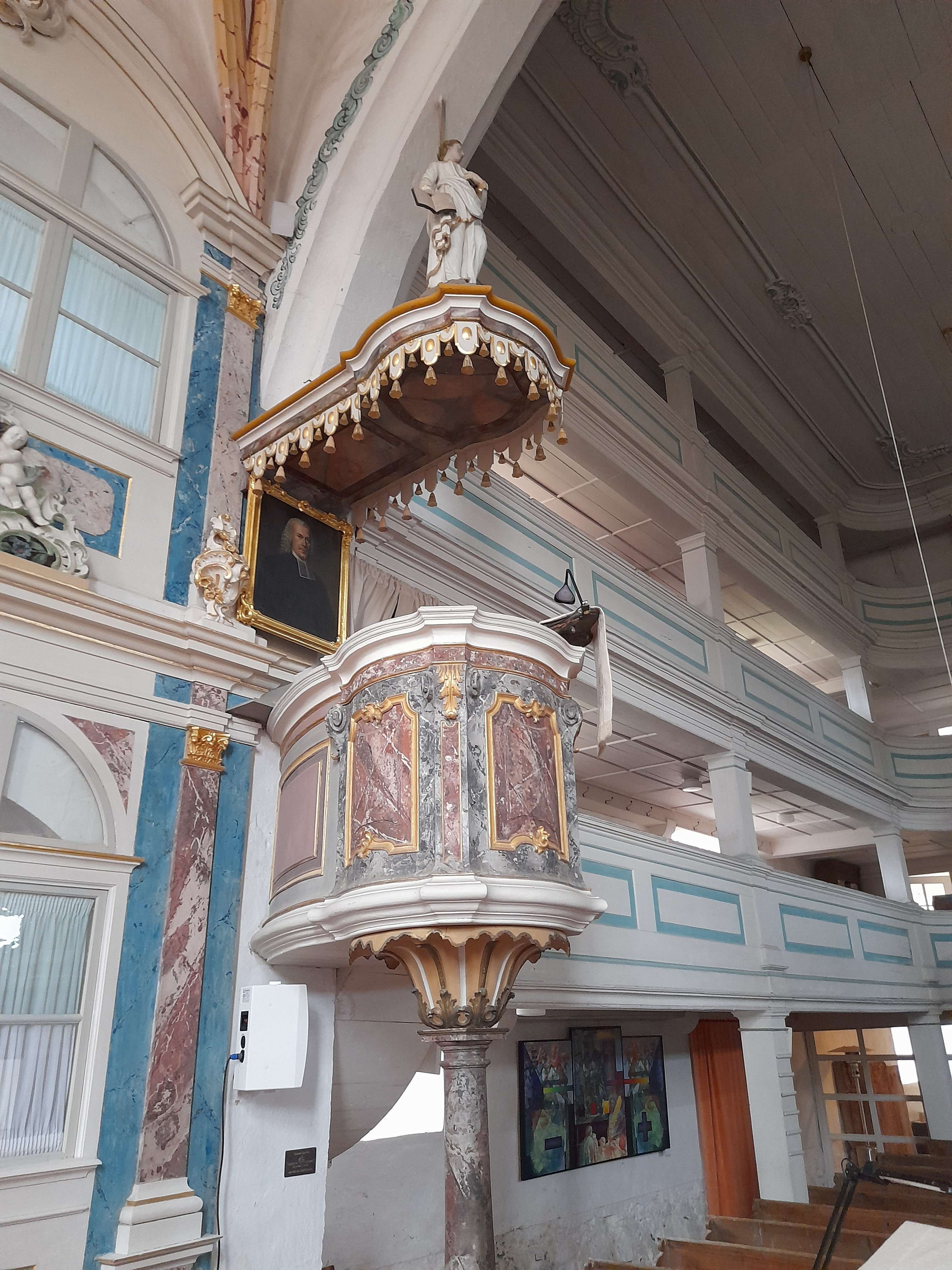
Kanzel, Emporen, Stützen bis zur Decke, Sicht ins Joch neben dem Turm

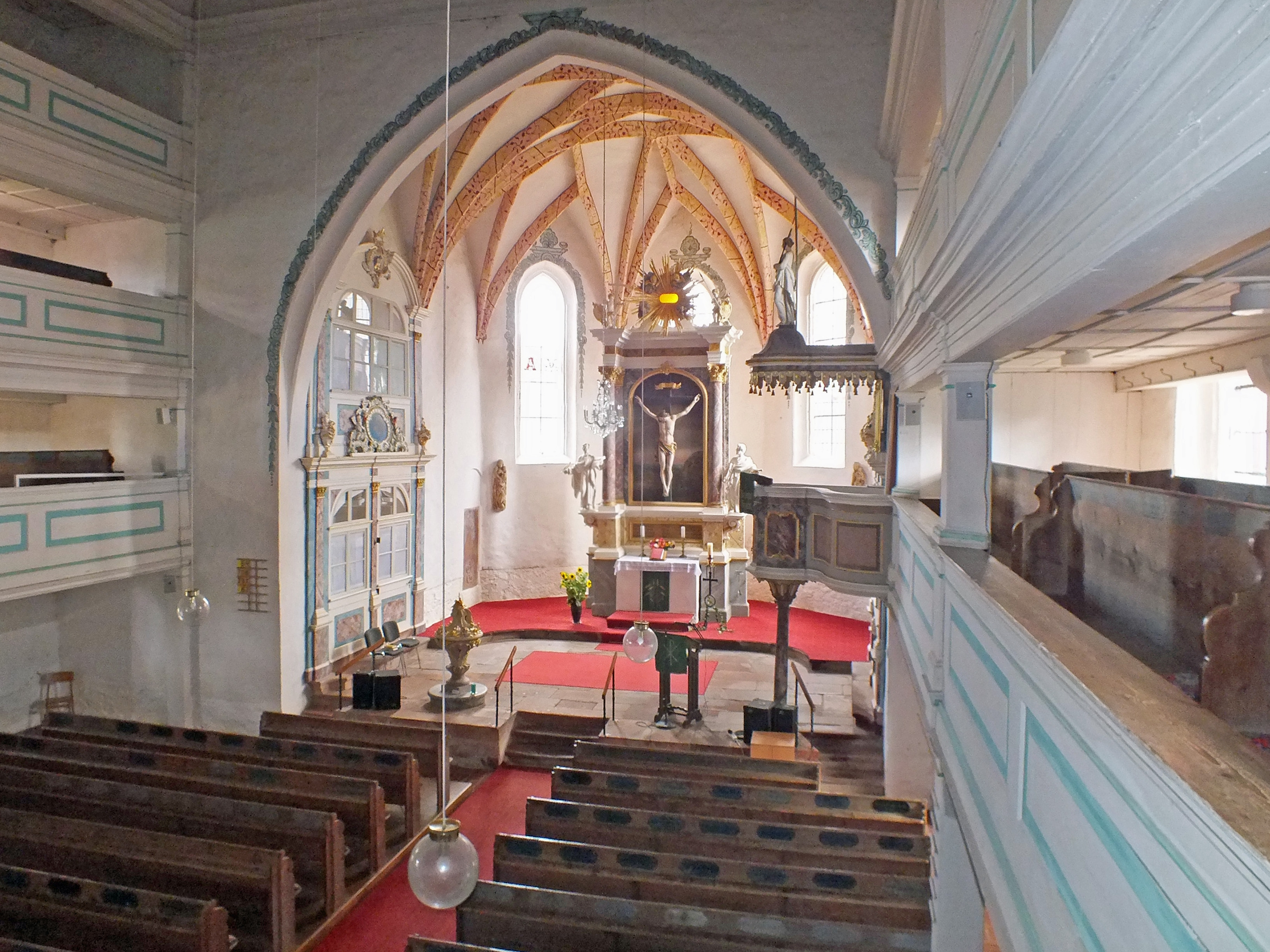
Sicht aus dem Schiff in den Chor

Das Zentrum des Altars in St. Annen von 1771 bildet eine lebensgroße Skulptur des gekreuzigten Jesus, hinterfangen von einer gemalten Golgota-Darstellung. Der hohe architektonisch aufgebaute Altar zeigt über einem mächtigen Sockel korinthische Säulen, die ein stark verkröpftes Gebälk tragen. Darüber befindet sich eine Strahlengloriole, die von zwei kleinen bewaffneten Engeln flankiert wird. Rechts und links am Altar stehen die Figuren der Apostel Johannes und Petrus. An der Wand neben dem Altar hängen zwei spätgotische Schnitzfiguren vom Anfang des 16. Jahrhunderts und stellen die Madonna und Anna selbdritt dar.

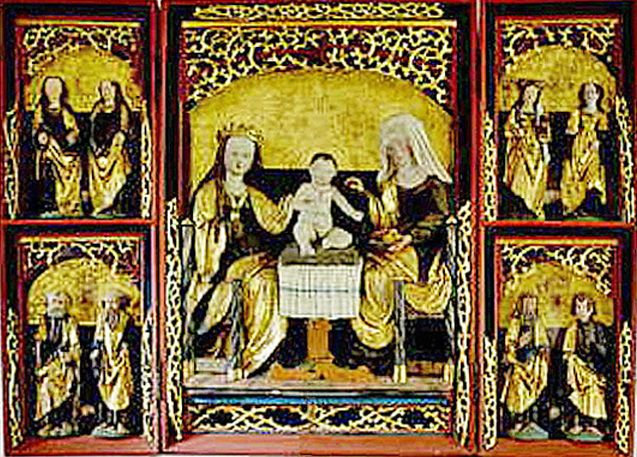
Spätgotischer Annenaltar

Die hölzerne, marmoriert gefasste Kanzel ruht auf einer Porphyrsäule. Auf dem Schalldeckel steht eine Schnitzfigur der Fides. Eine überaus reich in Rokokoformen geschnitzte Lesepult-Taufe in Vasenform von 1774 ist weiß und golden gefasst. Weiterhin besitzt die Kirche noch eine Porphyrtaufe mit gotisierendem Maßwerk, die auf das Jahr 1555 bezeichnet ist.
In der Sakristei befindet sich ein spätgotischer, der Heiligen Anna gewidmeter Flügelaltar vom Anfang des 16. Jahrhunderts, der in den Jahren 1888 und 1987–1897 restauriert wurde. Er zeigt im Schrein eine Sitzgruppe der Anna selbdritt und In den Flügeln in zwei Reihen übereinander Katharina und eine weitere Heilige, darunter Petrus und Paulus sowie Barbara und Maria Magdalena sowie darunter einen Apostel und Johannes den Täufer. Auf den Rückseiten findet sich eine in Resten erhaltene Malerei der Anbetung der Könige.
Zahlreiche Grabdenkmale aus Porphyr des 16.–18. Jahrhunderts sind teils mit Wappen und ganzfigurigen Darstellungen versehen.

## Orgel
Weihnachten 1693 erhielt die Kirche ihre erste Orgel mit acht Registern und ohne Pedal. 1797 baute Carl Gottlob Häcker (1791–1860) aus Pegau ein neues Instrument mit 30 Registern.
1907 entstand durch die Firma Schmeisser aus Rochlitz das heutige Instrument. Bei dieser Gelegenheit wurde die Orgelempore abgesenkt, um den Blick durch den gotischen Turmbogen in das Turmgewölbe zu ermöglichen. 1992 erfolgte eine Generalreparatur durch Georg Wünning (1948–2025) aus Olbersdorf. Das Instrument weist folgende Disposition auf.
| I Manual C–a3 |       |
| Bordun        | 16′   |
| Prinzipal     | 08′   |
| Gamshorn      | 08′   |
| Gedackt       | 08′   |
| Hohlflöte     | 08′   |
| Gambe         | 08′   |
| Oktave        | 04′   |
| Rohrflöte     | 04′   |
| Violine       | 04′   |
| Quinte        | 2 ⁄3' |
| Oktave        | 02′   |
| Cornett IV    |       |
| Mixtur II–IV  |       |
| Trompete      | 08′   |

| II Manual C–a3  |            |
| Gedackt         | 16′        |
| Geigenprinzipal | 08′        |
| Doppelflöte     | 08′        |
| Salicional      | 08′        |
| Aeoline         | 08′        |
| Vox coelestina  | 08′        |
| Konzertflöte    | 04′        |
| Querflöte       | 02′        |
| Piccolo         | 01′        |
| Rauschflöte     | 2 ⁄3′ + 2′ |

| Pedal C–f1    |     |
| Subbass       | 16′ |
| Violon        | 16′ |
| Prinzipalbass | 08′ |
| Gedacktbass   | 08′ |
| Cello         | 08′ |
| Posaune       | 16′ |

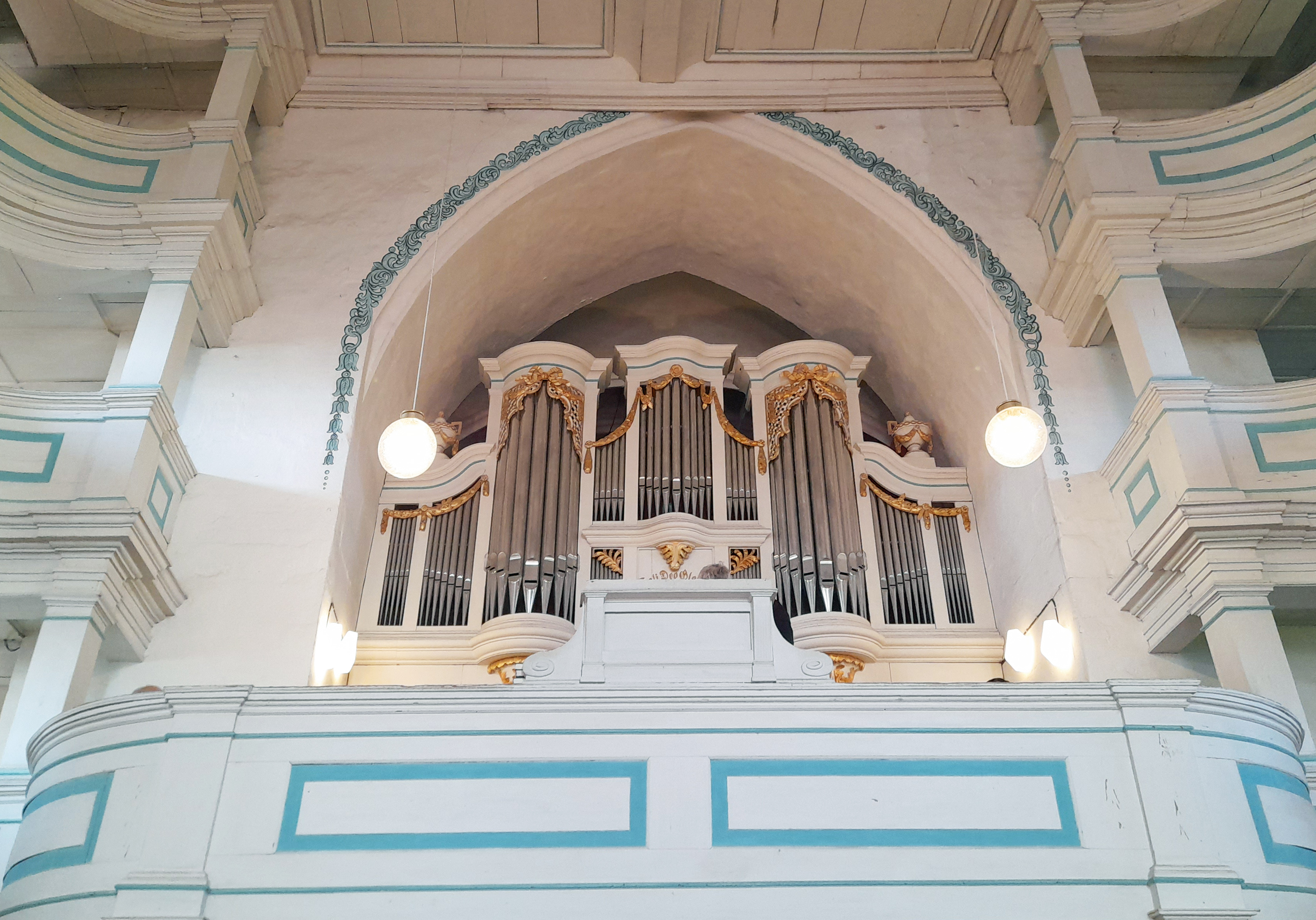
Orgel im Bogen zum Turmjoch

- Koppeln: I/I Super, II/I, II/I Sub, I/P, II/P
- Spielhilfen: Freie Kombination, Feste Kombinationen (P, MF, F, FF), Jalousieschweller (II. Manual), Crescendowalze (auch als Handbetätigung), Rohrwerke ab, Koppeln ab, Handregister ab, Automat. Pedalumschaltung

## Pfarrer
Seit der Reformation hatte die St.-Annen-Kirche folgende evangelische Pfarrer:
- 1544: Wolfgang Morgenstern
- 1553: Augustin Ermscher
- 1577: Johann Müller
- 1588: Elias Hauskeller
- 1629: Georg Lechla
- 1652: Paul Heinrich Schreier
- 1660: Johann Müller
- 1690: Georg Jakob Müller
- 1718: Johann Benjamin Meiner
- 1747: Heinrich August Schuhmacher
- 1753: Immanuel Friedlieb Anton
- 1795: Daniel Gottlob Hering
- 1807: Christian Gottlieb Benjamin Bürger
- 1834: Theodor Friedrich Schmidt
- 1847: Karl Gottlob Wolf
- 1859: Karl Richard Blüher
- 1860: Gustav Emil Wimmer
- 1861: Friedrich Wilhelm Herz
- 1891: Gottlieb Hermann Dittmann
- 1891: Wilhelm Christoph Christian Karl Zinßer
- 1902: Friedrich Zinßer
- 1904: Emil Ernst Zinßer
- 1907: Erwin Theodor Schürer
- 1918: Friedrich Gustav Weißflog
- 1926: Christian Robert Hermann Wolfram
- 1942: Joachim Otto Wilhelm Leopold Grosse
- 1945: Georg Friedrich Baldeweg
- 1962: Martin Kupke
- 1971: Dieter Keucher
- 1980: Gunther Geipel
- 1993: Gilbert Peikert
- 2022: Daniel Wüst